# Бірд (вулкан)
Бірд (англ. Mount Bird) — щитовий вулкан на північному заході острова Росса, висотою 1800 м, (за іншими даними 1765 м) на Території Росса у Східній Антарктиді.

## Загальні відомості

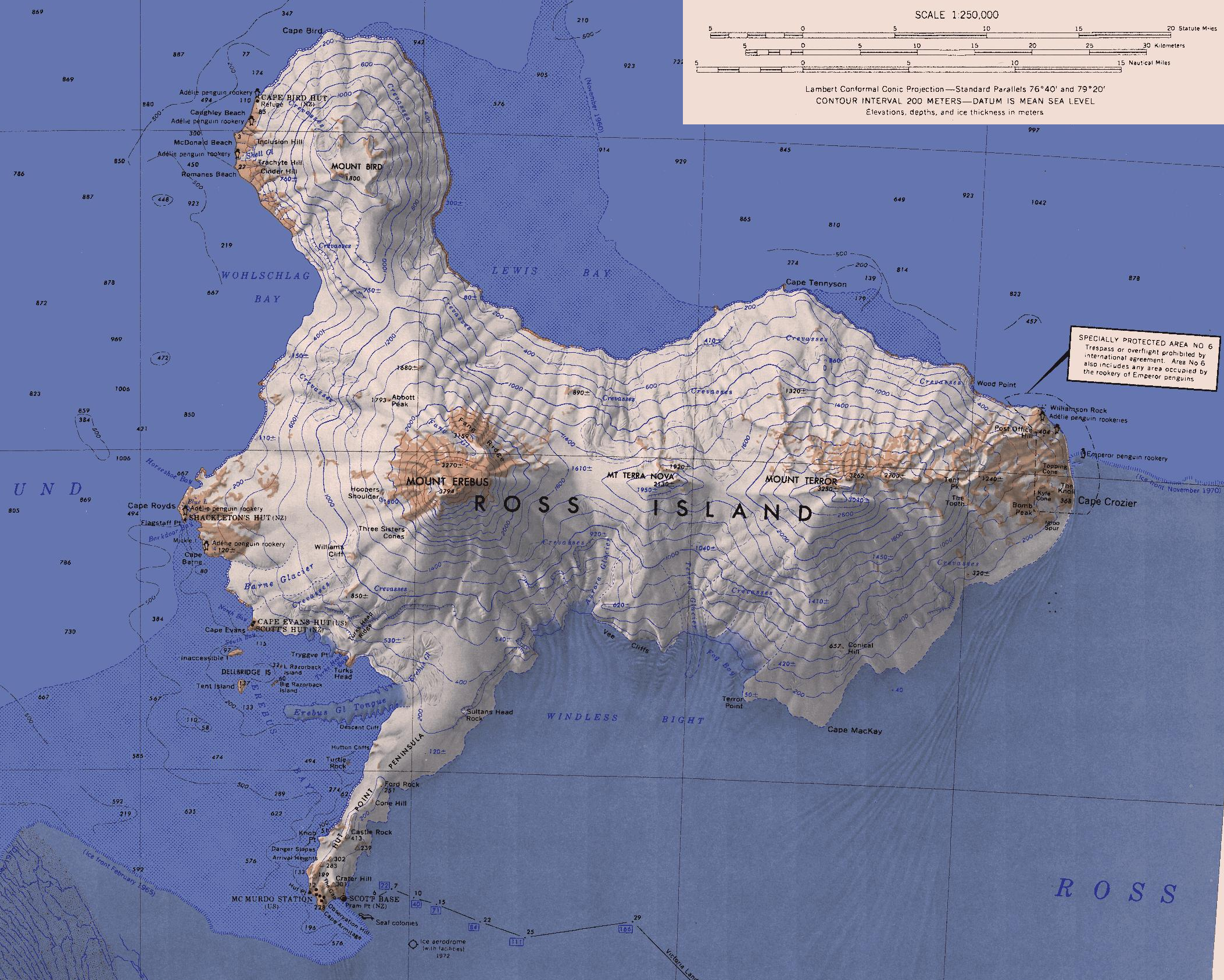
Топографічна мапа вулканів острова Росса (масштаб 1:250,000)

Вулкан утворює північно-східний півострів острова Росса і є четвертим, найнижчим вулканом цього острова. Розташований приблизно за 30 км на північ — північний-захід від найближчої вищої вершини — вулкану Еребус (3494 м), за 11 км на південний схід від мису Бірд, за 70 км на схід від західного узбережжя моря Росса. Також за 65 км на південь від вулкана, на краю півострова Гат Поінт розташовані дві антарктичні станції: американська — Мак-Мердо та новозеландська — Скотт-Бейс. Вперше був нанесений на карту Британською антарктичною експедицією (1901—1904), відомою також як експедиція «Діскавері», під командуванням Роберта Скотта. Мис, а від нього гора були названі на честь лейтенанта корабля «Еребус», Едварда Бірда полярної антарктичної експедиції (1839—1843) Джеймса Росса.
Товстий шар базальтових потоків лави закриває оголені прибережні скелі. Погано відкриті базальтові шлакові конуси, куполи і потоки фонолітів розташовані на схилах вулкана. Вулкан був активним у період між 3,8 і 4,6 млн років тому.
Схили вулкана вкриті товстим шаром льоду і снігу, з численними тріщинами. Тут розташовані льодовики Шелл (77°16′ пд. ш. 166°25′ сх. д. / 77.267° пд. ш. 166.417° сх. д.) та Ендевер П'єдмонт (77°24′ пд. ш. 166°43′ сх. д. / 77.400° пд. ш. 166.717° сх. д.).